# 제철
제철(製鐵)은 철광석을 제련하여 철을 뽑아내는 방법으로, 주로 선철을 만들 때까지의 공정을 이른다.

## 방법

### 코크스 제철법
고대와 중세의 제철기술로는 철광석을 충분히 녹일 만한 높은 온도를 낼 수가 없었고, 철광석에서 나오는 광재(鑛滓)가 철과 분리되지 않은 채였다. 따라서 반용융 형태의 철을 몇 번이고 단련을 거듭하여 광재를 짜낸 다음 여러 가지 모양으로 가공하여야만 하였다. 이를 연철이라 했다. 그런데  14세기 초 라인강 유역의 지겔란트 지방에서 연료를 목탄으로 하는 용광로가 발명되어 철을 용융상태로, 또한 매우 대량으로 생산할 수 있게 되었다.
인간이나 동물의 힘에 의지하던 송풍용 동력에 수차(수력)가 응용되게 되었고, 종전의 생산성 낮은 제철로 (수로(竪爐))로부터 고로로 혁신되었다. 만들어진 철을 선철이라고 한다. 고로법은 그 후 차차 서쪽으로 진출하여 벨기에, 프랑스의 서남부로 퍼졌고, 15세기 말에는 영국의 남서 해안으로 건너갔다. 또한 16 ~ 17세기를 통하여 여러 지방에서 성장하였으며, 특히 영국 서부의 세번강 하류에 있는 딘 숲속의 제철은 그 강 상류에 있는 버밍엄, 더들리, 셰필드 등 중부 잉글랜드 지대의 철제품의 제조와 결부되어 제철업의 새로운 규모와 형태를 나타냈다. 베크의 말에 의하면 1719년의 영국 제철업 및 철공업은 전 영국 공업의 3분의 1을 점하였고, 이 부문에 20만 명의 노동자를 헤아리게 되었다. 영국의 발달한 금속 공업, 기계 공업은 18세기에 이르러서는 더욱 발달한 제철 기술을 필요로 하였다. 
영국은 제철업의 원료인 철광석이 풍부히 매장되어 있음에도 불구하고, 삼림이 고갈하여 목탄이 부족하였고, 영국 제철업은 국내의 산업 수요를 메울 수가 없어 수요의 대부분을 스웨덴, 러시아, 미국으로부터 수입하는 외국 철에 의존하는 지경에 빠지고 말았다. 당시의 영국이 대(大)철공장주 윌리엄 우드는 1720년 한 기록에다 다음과 같이 썼다. "철은 양모의 뒤를 이어 영국의 가장 중요한 공업적 기초이다. 영국은 매년 약 3만톤의 철을 소비하지만 그 중 숯이 결핍된 까닭에, 우리는 약 2만톤의 경화(硬貨)를 이웃나라에서 사들이지 않으면 안 되었다. 그뿐 아니라, 1톤당 10파운드 스털링, 따라서 매년 20만 파운드 스털링을 지불하고서, 그렇지만 우리나라에는 광석이 남아돌 만큼 있으므로, 모든 수요를 채우는 데는 다만 숯을 만드는 장작만 있으면 되었던 것이다." 18세기 초기에는 영국의 제철업은 삼림의 급격한 벌채로 말미암아 마침내 전멸에 이르는 위기에까지 빠져들고 있었다. 이 때까지의 유일한 야금용 연료인 목탄에서 석탄으로의 전환이 절대로 필요하였다. 
16세기 이래, 뉴캐슬의 석탄을 대륙으로도 대량 수출하였으며, 석탄의 풍부한 매장량을 가진 이 나라야말로 이 과제를 해결하는 데 적당하였다. 또 이 문제의 해결 없이는 제철 기술은 발전 도상의 기계 공업 등의 수요에 응답하여 스스로 발전해 갈 길이 없었다. 목탄 대신에 석탄을 연료로 하여 철을 제조하는 방법은 16세기부터 비롯되었고, 그 중에서도 더드 더들리는 그 고전의 발자취를 《석탄에 의한 제출》(1665)이란 책에 저술하고 있는데, 이들 선인의 뒤를 이어받아 1713년(시바트의 설로는 1709년) 우선 에이브러햄 더비 1세가 코크스를 연료로 하여 고로로 선철을 제조하는 데 성공하였고, 또 그의 아들 더비 2세에 의해 계승 발전되어 1735년 본격적인 코크스 고로 제철의 확립을 보게 되었다.

## 더비 1세·더비 2세
Abraham DarbyⅠ(1677-1717)Abraham DarbyⅡ(1711-1763) 코크스 고로의 창시자. 부친인 더비Ⅰ세는 워세스터셔의 더들리 근방의 농장에서 태어나 엿기름을 건조하는 가마솥 제조업자의 직공이 되었다가, 뒤에 브리스틀로 정주해 수차 건조공장을 세웠고, 이어서 네덜란드인 주조 기술자 몇 명을 고용하여 주조 공장을 설립하였다. 여기서 그는 모래형(砂型)의 주조법을 발명하여 1708년에 특허를 받은 뒤, 이를 이용하기 위하여 공장의 대확장을 기도하였다. 그러나 공동 출자자들이 자금 출자를 거절하였기 때문에 브리스틀을 떠나서 콜브루크데일로 옮겨, 자력으로 사업을 확장할 것을 다짐하고 제철 공장을 세 내어 고로를 건설하고 주조장을 설치하였다. 그 제조품은 곧 명성을 얻었으나 공장의 확장과 동시에 숯이 부족하여 근방에 있는 석탄의 이용에 착안, 1713년에 우선 배합 사용(配合使用)이라는 형태로 석탄을 고로에 사용하는 데 성공하였다. 그는 석탄을 코크스로 만들어, 처음에는 코크스를 질이 좋은 숯과 배합 사용하고, 뒤에는 가루 코크스와 이탄만을 사용하였던 모양이다. 원래 이 성공에는 여러 설이 있어, 1709년이라는 철강 역사가도 있지만, 19세기의 영국의 저명한 철야금학자 퍼시(J. Persy, 1817-1888)는 이 코크스 고로의 개발 자체를 더비 2세에 돌리고 있다. 아버지의 뒤를 이어 정력적으로 사업을 발전시킨 그는, 석탄의 코크스화에 주력하여 1735년 철광석을 코크스만으로 고로에서 제련하는 데 성공하여, 영국 제철 기술 발전의 첫 토대를 쌓았다.

## 퍼들법(교반식 제철법)
P에이브러햄 더비 부자의 고투로 코크스 고로 기술이 확립되는 한편, 송풍용 동력으로서 수차를 대신하여 증기기관이 등장하자, 고로의 규모는 더욱 대형화되어, 많은 선철을 얻을 수 있게 되었다. 그러나 선철은 주물에 쓸 수는 있었으나 용도는 한정되어 있었다. 탄소분이 많고 잘 부러져, 연철처럼 단조 또는 압연이 불가능하다. 그리하여 선철을 연철처럼(탄소분의 적은) 단련할 수 있는 철로 바꾸기 위해(정련한다) 여러 가지 노력이 시도되었다. 18세기에 회오리바람같이 일어난 기계 보급이 더욱 많은 철을 요구하였던 까닭이다. 이 과제는 코트에 의한 퍼들법의 발명으로 해결되었다.

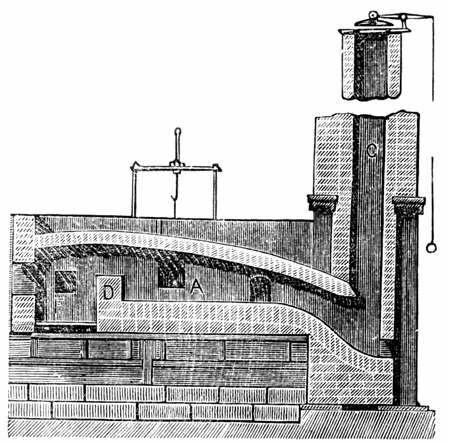
퍼들로(puddling furnace)

## 헨리 코트
헨리 코트는 처음에는 런던에서 스웨덴 철 및 러시아 철을 수입하여 해군에 납품하는 선박 대리점 주인이었던 코트는, 직업 상 해외의 철에 대한 영국 철의 열등성을 관찰할 기회를 갖게 되었다. 1775년 이 직업을 버리고 포츠머드항의 폰틀레이에 제철공장을 건설하고, 여기서 선철을 연철로 만들 것을 결심하였다. 국내에서 질이 좋고 가공성이 풍부한 철이 만들어져 대량으로 공급할 수만 있다면 막대한 이윤이 약속되었던 것이다. 1784년, 퍼들로라고 불리는 일종의 반사로(反射爐)를 발명, 석탄을 연료로 하여 선철을 가단철(연철)로 전환하는 데 성공하였다. 퍼들법은 높아가는 요구에 응하여 새로운 기계 제작용 연철을 풍부하게 생산하여 19세기 초기의 공업을 윤택케 하였다. 그가 1783년에 홈(溝) 롤러를 갖춘 압연기를 발명하여 퍼들 압연법이라는 새로운 일관적인 기술 체계를 창시한 것도 특기할 만하다. 바야흐로 "조그만 노(爐)와 수차와 해머에 의한 목가적인 산업은 커다란 반사로와 증기 기관과 압연기에 의한 대량 생산의 산업"으로 크게 변모하는 단계로 발전했던 것이다.

## 연철에서 강철로의 전환
새로운 발명은 또다시 새로운 기술 혁신을 요구한다. 퍼들법은 획기적인 발명이기는 하였으나, 때마침 산업 혁명이 전성기에 이르러 철재에 대한 수요가 한층 증대하자, 용해된 선철을 인력으로 교반(퍼들)하는 원시적 공정을 기본으로 하는 생산법은 마침내 버림받아야 할 원시적인 제철법으로 전락하는 운명이 되었다. 퍼들법의 결함을 극복하기 위한 첫걸음은 1855년 헨리 베서머의 취정제강법이 최초의 특허로 시작된다. 이에 연철에서 강철로의 새로운 시대가 시작되는데, 그것은 레오뮬(A. Reomule, 1683-1757)에 의한 '연철을 강철로 바꾸는 방법'의 창시(1722년), 헌츠먼(B. Huntsman, 1704-1776)에 의한 도가니 주강의 발명(1740년)이라는 선구적 업적과, 또 영국의 석탄 제철의 경험과 유럽대륙의 철의 과학의 결합으로 비로소 성취된다.

## 같이 보기
- 강철
- 철기 시대
- 녹 문화